# Euphorbia elegans
Euphorbia elegans är en törelväxtart som beskrevs av Spreng.. Euphorbia elegans ingår i släktet törlar, och familjen törelväxter. Inga underarter finns listade i Catalogue of Life.